# Dacia Maraini
Dacia Maraini född 13 november 1936 i Fiesole, är en italiensk författare.  
Hon är dotter till Topazia, en artist som tillhörde en aristokratisk siciliansk familj (Alliata di Salaparuta) och Fosco Maraini, en florentinsk etnolog och alpinist.  Marainis verk tar ofta upp kvinnofrågor, och hon har skrivit ett antal skådespel samt romaner.  
Marainis familj flyttade till Japan 1938 undan den italienska fascismen. Där blev de internerade i ett japanskt koncentrationsläger mellan åren 1943 och 1947. Efter kriget återvände familjen till Italien och bosatte sig i Bagheria på Sicilien.
Senare skiljde sig föräldrarna och fadern flyttade till Rom dit även Maraini flyttade några år senare.
Hon gifte sig med Lucio Pozzi, en milanesisk konstnär, men separerade efter fyra år. 1962-1983 levde hon tillsammans med författaren Alberto Moravia.
1966 grundade Maraini, Moravia och Enzo Siciliano del Porcospino som hade till uppgift att producera nya italienska pjäser. De satte bland annat upp Marainis La famiglia normale, Moravias L’intervista, Sicilianos Tazza, och verk av Carlo Emilio Gadda, Goffredo Parisi, Juan Rodolfo Wilcock samt Tornabuoni.
1973 var hon med och grundade Teatro della Maddalena som drivs av enbart kvinnor.